# 青市乡
青市乡，是中华人民共和国四川省德阳市中江县曾经下辖的一个乡。2019年12月，撤销青市乡，将其所属行政区域划归黄鹿镇管辖。

## 行政区划
青市乡撤销前下辖以下地区：
青市乡社区、青市村、长龙村、青峰村、金福村、板桥村、花岩村、玉丰村、粮丰村、五丰村和长安村。